# Rudgea minor
Rudgea minor là một loài thực vật có hoa trong họ Thiến thảo. Loài này được (Cham.) Standl. miêu tả khoa học đầu tiên năm 1936.